# Yowakutemo Katemasu
Yowakutemo Katemasu: Aoshi Sensei to Heppoko Kōkō Kyūji no Yabō (弱くても勝てます〜青志先生とへっぽこ高校球児の野望〜) est une série télévisée japonaise en onze épisodes de 54 minutes diffusée du 12 avril au 21 juin 2014 sur NTV.
Cette série est inédite dans tous les pays francophones.

## Distribution
- Kazunari Ninomiya : Aoshi Tamo
- Kumiko Aso : Riko Tone
- Kasumi Arimura : Yuzuko Tarumi
- Hiroko Yakushimaru (en) : Kaede Tarumi
- Sōta Fukushi : Kimiyasu Akaiwa
- Yuto Nakajima (en) : Tsuyoshi Shirao
- Kento Yamazaki : Kōki Ebato
- Kanata Hongō : Shunichi Kamezawa
- Katsuhiro Suzuki (ja) : Masami Kashiyama
- Ichikawa Ebizō XI : Kentarō Yachida

### Source de la traduction
- (en) Cet article est partiellement ou en totalité issu de l’article de Wikipédia en anglais intitulé « Yowakutemo Katemasu » (voir la liste des auteurs).